# Idaea purificata
Idaea purificata là một loài bướm đêm trong họ Geometridae.